# Keava (przystanek kolejowy)
Keava – przystanek kolejowy w miejscowości Keava, w prowincji Raplamaa, w Estonii. Położony jest na linii Tallinn – Parnawa/Viljandi.

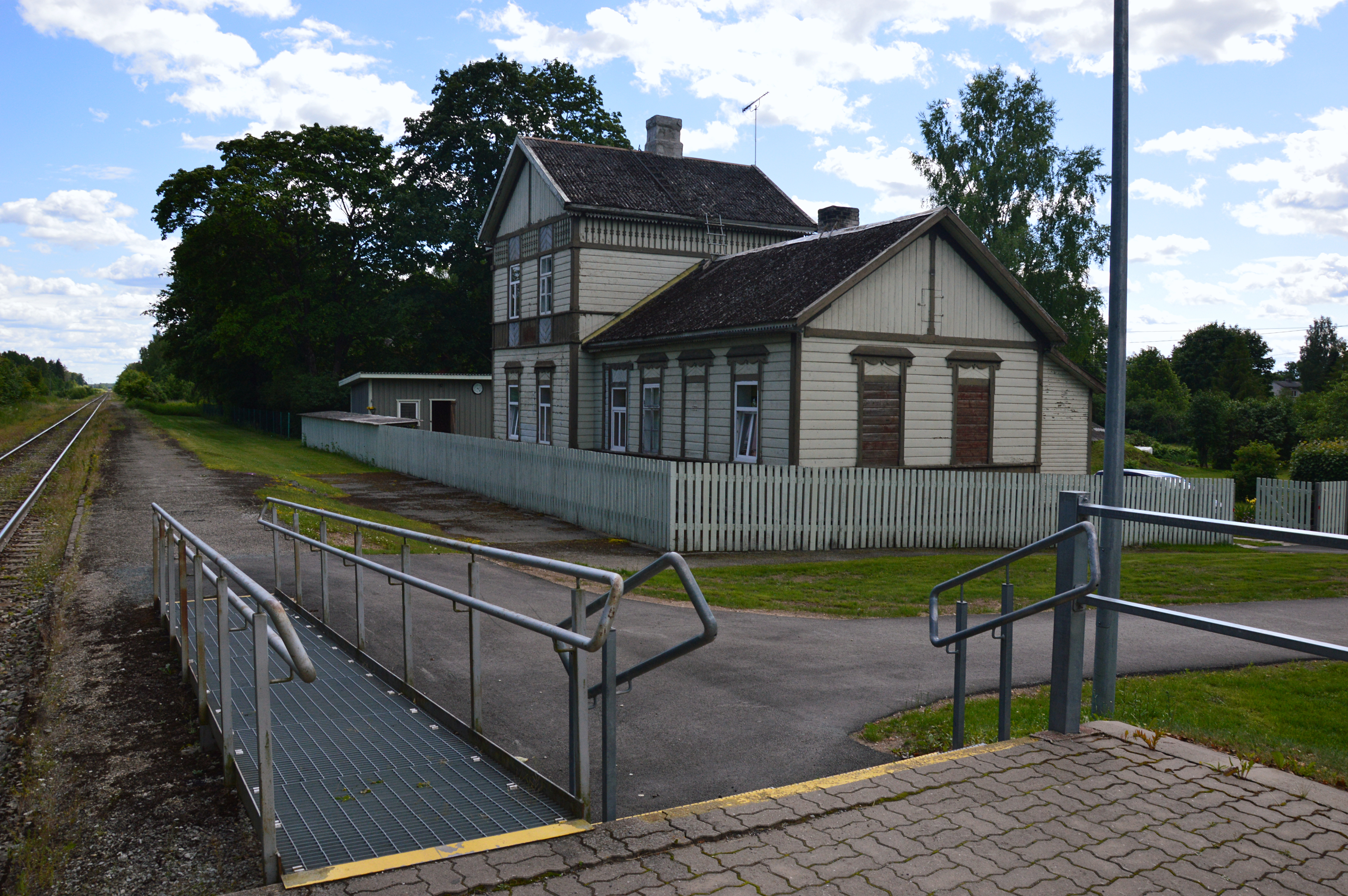
dawny budynek stacyjny